# 최정원 (1969년)
최정원(1969년 8월 2일 ~ )은 대한민국의 뮤지컬 배우이다.

## 학력
- 영파여자고등학교 졸업
- 서울예술대학교 공연창작학과 졸업

## 출연 작품

### 뮤지컬
- 1989년 《아가씨와 건달들》
- 1990년 《가스펠》
- 1993년 《마지막 춤은 나와 함께》
- 1994년 《웨스트 사이드 스토리》
- 1995년 《사랑은 비를타고》
- 1995년 《그리스》
- 1996년 《브로드웨이 42번가》
- 1997년 《쇼 코메디》
- 1998년 《그리스》
- 1998년 《하드록 카페》
- 2000년 《듀엣》
- 2000년 《렌트》
- 2001년 《틱틱붐》
- 2001년 《키스 미 케이트》
- 2001년 《시카고》
- 2002년 《캬바레》
- 2002년 《갬블러》
- 2003년 《토요일밤의 열기》
- 2004년 《아이 러브 유》
- 2004년 《지킬 앤 하이드》
- 2005년 《비밀의 정원》
- 2006년 《프로듀서스》
- 2006년 《듀엣》
- 2007년 《맘마미아》
- 20087년 《시카고》
- 2007년 《듀엣》
- 2008년 《안녕, 프란체스카》
- 2008년 《시카고》
- 2008년 《소리도둑》
- 2009년 《시카고》
- 2010년 《맘마미아》
- 2010년 《키스미케이트》
- 2010년 《맘마미아》
- 2010년 《맘마미아》
- 2011년 《맘마미아》
- 2012년 《시카고》
- 2012년 《맘마미아》
- 2013년 《시카고》
- 2013년 《맘마미아》
- 2013년 《요셉 어메이징》
- 2013년 《고스트》
- 2014년 《시카고》
- 2015년 《라카지》
- 2015년 《아가사》
- 2015년 《유린타운》
- 2015년 《시카고》
- 2016년 《맘마미아》
- 2016년 《시카고》
- 2016년 《브로드웨이 42번가》
- 2017년 《오! 캐롤》
- 2017년 《대학살의신》
- 2017년 《브로드웨이 42번가》
- 2017년 《빌리엘리어트》
- 2018년 《마틸다》
- 2018년 《시카고》
- 2019년 《대학살의신》
- 2019년 《맘마미아》
- 2020년 《브로드웨이 42번가》
- 2020년 《제이미》
- 2020년 《고스트》
- 2021년 《시카고》
- 2021년 《빌리엘리어트》
- 2022년 《프리다》
- 2022년 《넥스트투노멀》
- 2022년 《마틸다》
- 2023년 《맘마미아》
- 2023년 《멤피스》
- 2023년 《컴프롬어웨이》
- 2024년 《넥스트투노멀》
- 2024년 《시카고》
- 2024년 《하데스타운》
- 2025년 《맘마미아!》
- 2025년 《멤피스》

### 연극
- 1998년 《지상에서 부르는 마지막노래》
- 2004년 《딸에게 보내는 편지》
- 2009년 《버자이너 모놀로그》
- 2009년 《피아프》
- 2011년 《피아프》
- 2017년 《대학살의 신》

### 방송
- 2000년 《생명의 기적》
- 2007년 《뽀뽀뽀 아이 조아》
- 2009년 《수퍼맘 시즌1》
- 2014년 《불후의 명곡 전설을 노래하다》송년특집 배우들의 특별한 외출 편
- 2015년 《불후의 명곡 전설을 노래하다》작곡가 박성훈&박현진 편
- 2015년 《불후의 명곡 전설을 노래하다》추억의 번안가요 편
- 2016년 《불후의 명곡 전설을 노래하다》친구와 함께하는 여름 이야기 편
- 2016년 《불후의 명곡 전설을 노래하다》룰라 편
- 2016년 《미스터리 음악쇼 복면가왕》주근깨 빼빼 마른 빨간 머리 앤 (준우승)
- 2017년 《불후의 명곡 전설을 노래하다》박재란 편
- 2017년 《김제동의 톡투유 - 걱정 말아요! 그대》
- 2021년 《집사부일체》

### 드라마
- 2009년 tvN 《세 남자》
- 2024년 tvN 《별들에게 물어봐》 - 장미화 역

### 영화
- 2015년 《사랑이 이긴다》 - 은아 역

### 광고
- 1998년 남양유업 스텝 엄선
- 1999년 한국네슬레 테이스터스 초이스
- 2011년 에이스침대

### 더빙
- 1997년 《헤라클레스》 - 멜포메/뮤즈 목소리 역
- 2006년 《아이스 에이지 2》 - 엄마 독수리 목소리 역

### 저서
- 2011년 11월 가톨릭출판사 《고통과 아픔을 기도로 극복한 문화 예술인의 이야기》 《슈퍼스타》 공저

## 수상 경력

### 수상 및 후보
| 연도 | 시상식                  | 부문            | 작품                      | 결과 |
| ---- | ----------------------- | --------------- | ------------------------- | ---- |
| 1995 | 한국뮤지컬대상          | 여자 신인상     | 《마지막 춤은 나와 함께》 | 수상 |
| 1996 | 한국뮤지컬대상          | 여자배우 조연상 | 《사랑은 비를 타고》      | 수상 |
| 2001 | 한국뮤지컬대상          | 여자배우 주연상 | 《시카고》                | 수상 |
| 2010 | 한국뮤지컬대상          | 여자배우 주연상 | 《키스미, 케이트》        | 수상 |
| 2014 | 더뮤지컬어워즈          | 여자배우 조연상 | 뮤지컬 고스트             | 수상 |
| 2015 | 대한민국 대중문화예술상 | 국무총리 표창   |                           | 수상 |